# Ribbon (informática)
Em informática o ribbon (faixa, em inglês) é um formato de apresentação de interface baseada na GUI onde a barra de ferramentas é mostrada através de uma barra mais larga com icones maiores possibilitando o uso dos aplicativos por dispositivos touch screen.

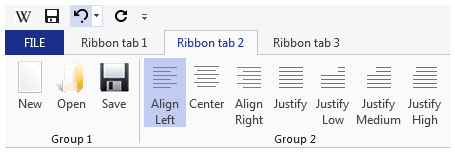
Exemplo de uso de ribbon

Veio ao público pela primeira vez no Microsoft Office 2007 e também é usado em diversos outros aplicativos como Paint, WordPad do Windows 7, Windows Live Movie Maker, Microsoft Mathematics.